# Fjellerup, Mittjylland
Fjellerup är en ort med 384 invånare i Norddjurs kommun, Danmark.
Fjellerup strand ligger vid havet och är präglad av turism med många sommarhus. Fjellerup kyrka byggdes under 1100-talet. Vid byn finns det fredade strandängar.